# 田村建顕
田村 建顕（たむら たつあき）は、江戸時代前期から中期にかけての大名。陸奥国岩沼藩の第2代藩主、のち田村家一関藩の初代藩主。官位は従五位下・因幡守。

## 生涯
明暦2年（1656年）5月8日、陸奥仙台藩一門・田村宗良の次男として誕生した。幼名は千勝。母は仙台藩重臣山口重如（内記）の娘。
万治3年（1660年）、宗良が陸奥岩沼藩3万石の大名に取り立てられると、世子となる。寛文4年（1664年）2月21日、元服して宗永と名乗り、同年11月28日、4代将軍・徳川家綱に御目見する。
寛文10年（1670年）に従五位下・右京大夫に叙任され、延宝6年（1678年）に父の死去により家督を相続する。延宝9年（1681年）5月、岩沼から一関に移封された。宗永は学問に秀でていたため、5代将軍・徳川綱吉に重用され、元禄4年（1691年）には奥詰衆に取り立てられて譜代格となり、元禄5年（1692年）には奏者番を拝命する。同年大晦日、建顕に改名する。元禄6年（1693年）には城主格となり、元禄7年（1694年）8月21日には弟・顕寛が分家し旗本寄合席に列した。
元禄8年（1695年）に宮床伊達家当主の伊達村房（後の伊達吉村）を養子に迎えようとしたが、養子縁組を幕府に届け出る前に仙台藩主・伊達綱村の養子に変更されたため、翌年に奥医師の田村安栖家（丹波田村氏）の分家にあたる旗本・田村顕当の五男である誠顕を養子に迎えた。宝永2年（1705年）、因幡守に任官した。宝永5年（1708年）1月27日死去。享年53。誠顕が家督を相続した。

## 元禄赤穂事件
元禄14年（1701年）3月14日、播磨国赤穂藩主・浅野長矩が刃傷沙汰を起こし、即日切腹を命じられた。この時、一関藩田村家が事件後の長矩の身柄を預かるよう命じられ、夕刻に芝の一関藩邸に長矩が護送されて来たが、それから一刻と経たないうちに大目付・庄田安利の指示があり、藩邸の庭で浅野長矩の切腹が執行された。
対応が悪かった記録が残っており、長矩は着用していた大紋を脱がされ、収容された座敷のふすまを釘付けにするなどしていたという。また庭先で筵の上で切腹させる、介錯に使おうと田村家伝来の由緒ある刀を家臣が持ち出してきたので建顕が激怒した、切腹した場所には今後誰も近づかないよう藩士に厳命した、長矩の遺言を隠したともいわれる。藩邸には墓や供養塔の類は一切なかった（戦後になって藩邸跡に切腹した場所を示す「浅野内匠頭終焉の地」碑が建設されたが、現在は撤去されている）。

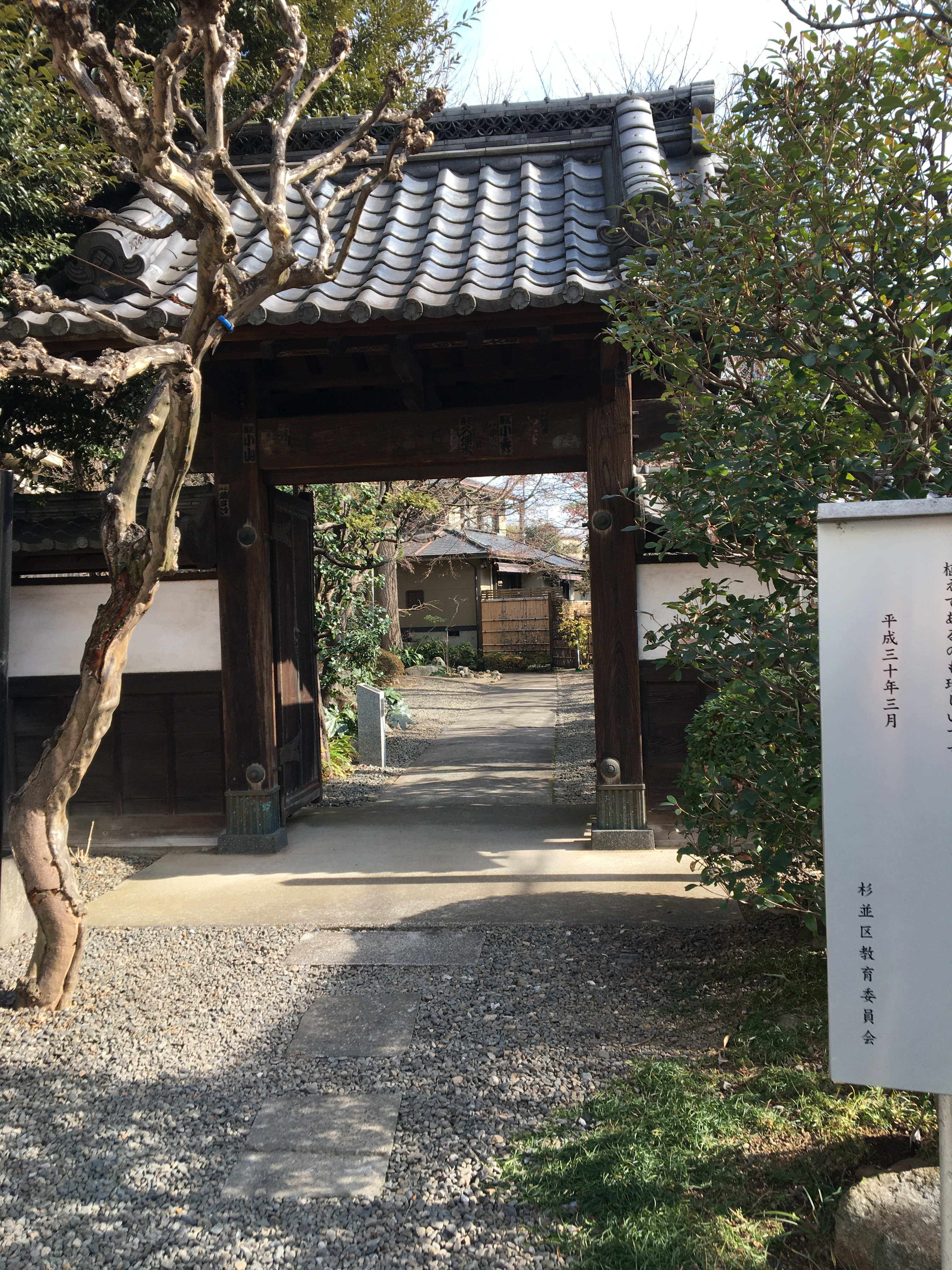
東運寺に寄進移築された山門

浅野長矩が切腹の折に通ったと伝わる田村屋敷の江戸屋敷脇門は、釘を使わず組み合わせ式で建てられた江戸初期の武家門である。その後、三井八郎右衛門が、ゆかりの人々の冥福を祈って杉並区方南の念仏山東運寺に寄進移築し、今も東運寺の山門として残されている。

## 居城
- 一関陣屋
  - 田村氏入部以降の一関藩の陣屋。西端の磐井川と東端の吸川との間につくられ、中心は釣山の北麓に藩主居館（現町名・城内）があった。

## 人物
- 『土芥寇讎記』では素晴らしく良いとは言わないがかといって愚鈍とは言えず、慎み深く、「徳人」の隠れた姿、と賞賛されている。
- 幼少の頃より漢学のほか書・絵画・茶道・能・和歌・筝をおさめた教養人であった[5]。
- 時の太鼓は皇居やごく一部の大名のみ許されていたが、建顕が幕府から特別に許可されたことで、一関城下では小藩ながら太鼓で時刻を知らせることができるようになった[6]。

## 遺品
数多くの書・絵画・和歌が現存する。以下に代表を挙げる。
- 『詠百首和歌』
- 『田村建顕手鑑』 - 東山天皇の勅点を受けた直筆の和歌や『万葉集』などの自筆絵入り写本[7]。

## 系譜
父母
- 田村宗良（父）
- 糸、貞岩院 ー 山口重如（内記）の娘[8]（母）

正室
- 繁姫（円理院） - 松平近栄の娘

子女
- 熊（瑞光院、長女） - 伊達宗保室後に田村誠顕正室、生母は円理院（正室）
- 娘（次女） - 松平近栄の養女、板倉重高継室、生母は円理院
- 田村経千代（長男） 生母は円理院
- 娘（三女） - 松平信治室、生母は円理院
- 田村春千代（次男） 生母は円理院

養子、養女
- 田村誠顕 - 旗本・田村顕当の五男
- おいよ - 田村誠顕継室、竹内惟庸[9]の娘
- 永井尚品婚約者 - 田村顕寛の娘